# Carlos Carus
Carlos Carus Suárez (Veracruz, 10 de junho de 1930 - 1997) foi um ex-futebolista mexicano que atuava como atacante.

## Carreira
Carlos Carus fez parte do elenco da Seleção Mexicana de Futebol, na Copa do Mundo de  1954.